# Wilhelm Bockslaff
Wilhelm Ludwig Nikolai Bockslaff (en letón: Vilhelms Ludvigs Nikolajs Bokslafs; en ruso: Вильгельм Людвиг Николай Бокслаф; 24 de octubre de 1858, Riga - 9 de marzo de 1945, Poznań) fue un arquitecto alemán del Báltico que trabajó principalmente en Riga. Es considerado uno de los más importantes representantes de los estilos ecléctico, neogótico y Art Nouveau en la ciudad. Es destacado particularmente por su construcción de iglesias.

## Biografía
Wilhelm Bockslaff nació el 12 de octubre de 1858. Su padre era el acaudalado comerciante e industrial Nicholas Ludwig Bockslaff. En 1878 empezó los estudios de arquitectura en el Politécnico de Riga y se graduó en 1885. Después de su graduación, se quedó en el politécnico para trabajar como asistente. También trabajó en las oficinas de los arquitectos Johann Koch y Heinrich Scheel. Después se estableció en su propio despacho de arquitecto. En este periodo estudió la historia de la Iglesia de San Pedro en Riga y otros edificios medievales en la ciudad. En 1894 se casó con Eva Riker.
Bockslaff trabajó principalmente en estilo ecléctico, especialmente en estilo neogótico. Sin embargo, también diseñó edificios en forma de Art Nouveau. Son notables la Mansión de Jaunmokas cerca de Tukums y la Escuela Comercial en Riga (ahora Academia de Arte de Letonia). El arquitecto también restauró muchas mansiones después de la revolución de 1905. También diseñó un gran número de iglesias y varios objetos industriales como factorías y torres de agua.
En la década de 1930 diseñó un memorial impresionante para él y su esposa en el Gran Cementerio de Riga. Sin embargo, solo su esposa fue enterrada ahí en 1939. Él se vio forzado a abandonar Letonia junto con la mayoría de alemanes del Báltico y se estableció en Posen. Murió el 9 de marzo de 1945 en el bombardeo de Posen. Su hija lo enterró en el jardín de su residencia. Después de la guerra fue enterrado anónimamente en un cementerio local.
En honor del 150º aniversario del arquitecto, fue erigido un monumento en el parque de la Mansión de Mālpils.

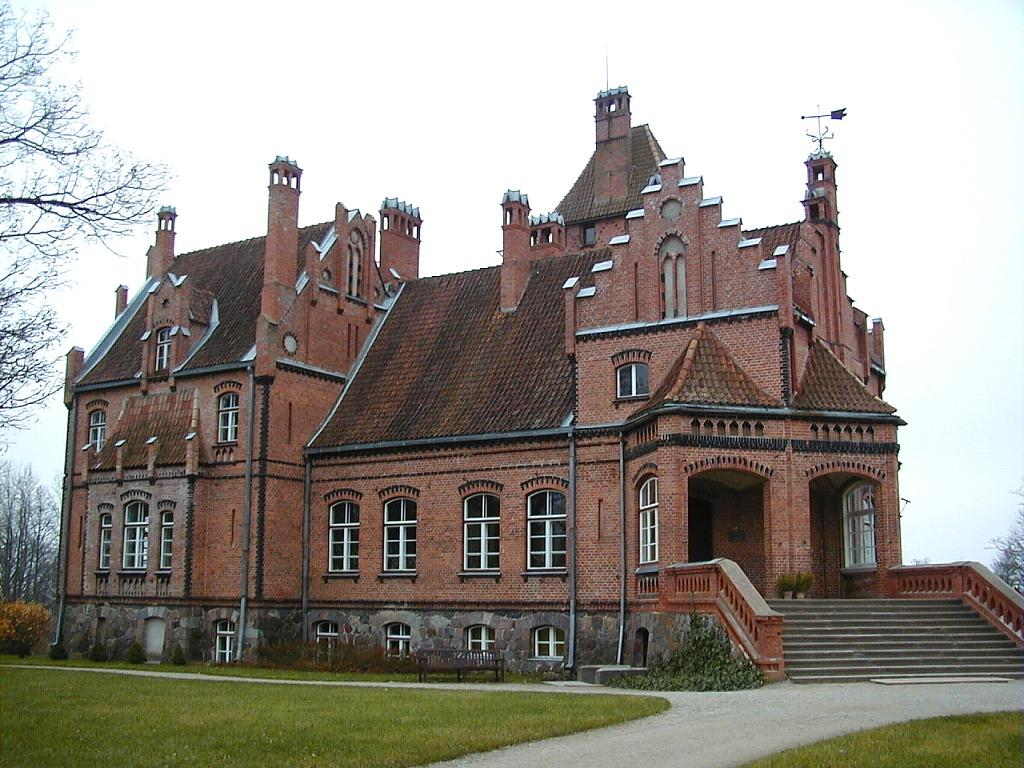
Mansión de Jaunmokas. Construida en 1901
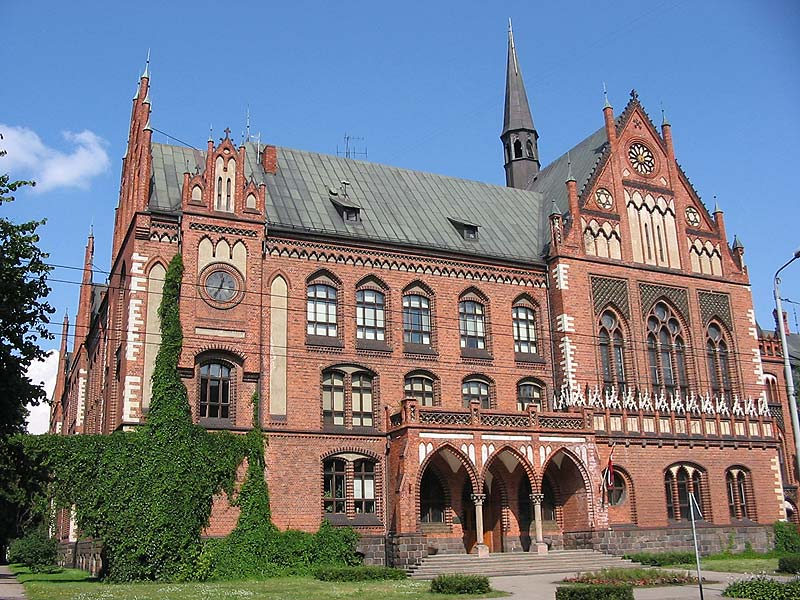
Escuela Comercial construida en 1902-1905. (ahora Academia de Arte de Letonia.)
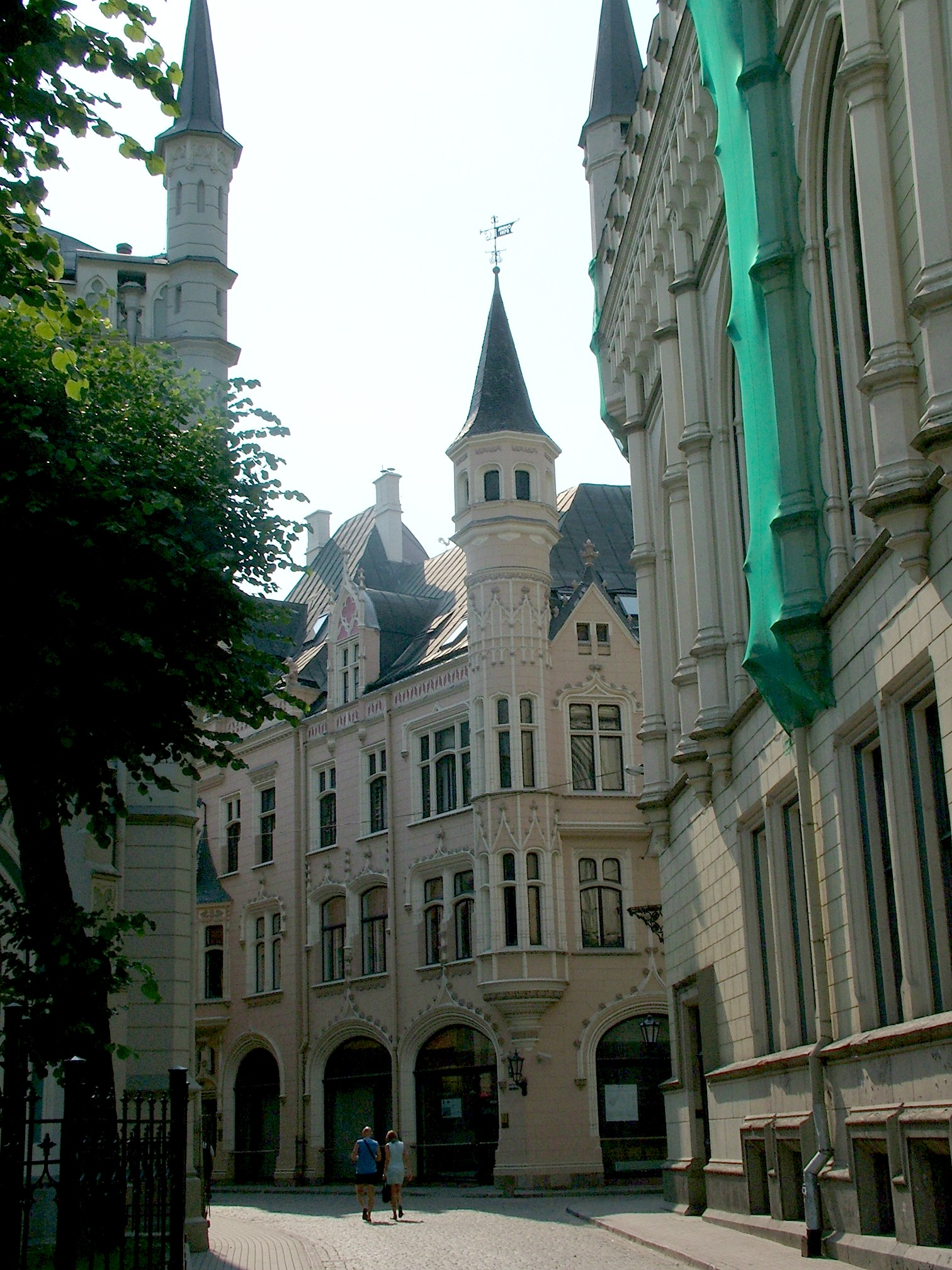
Edificio en la calle Amatu 4, Antigua Riga. Construido en 1903
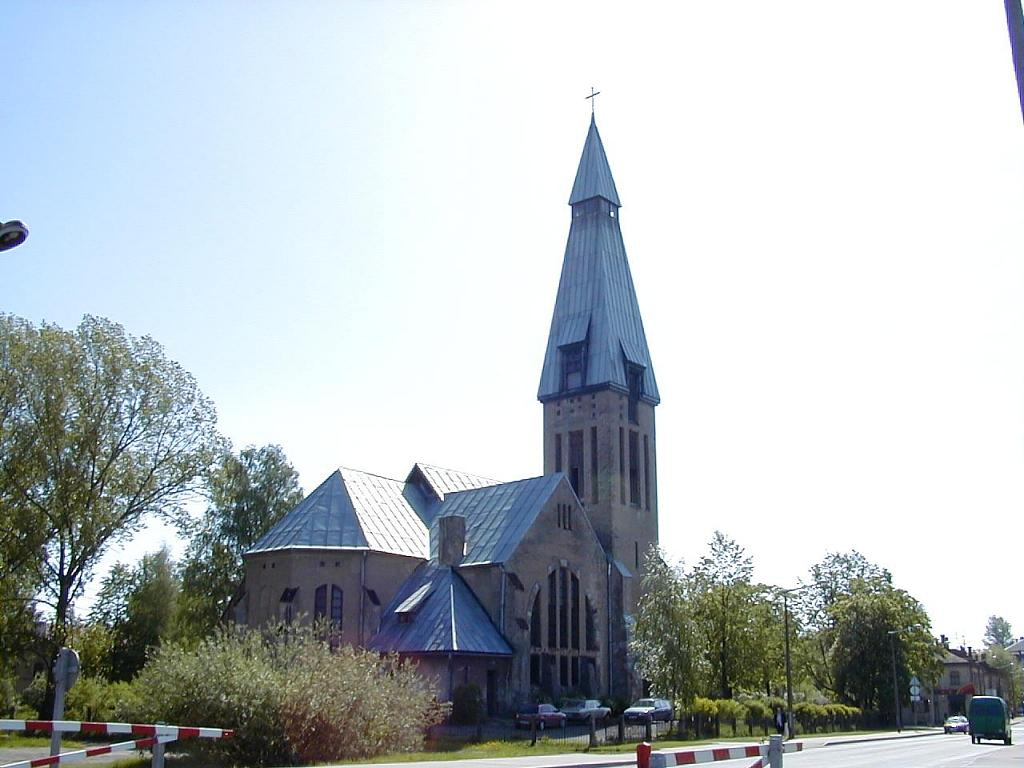
Iglesia de la Cruz, Riga. Construida en 1910
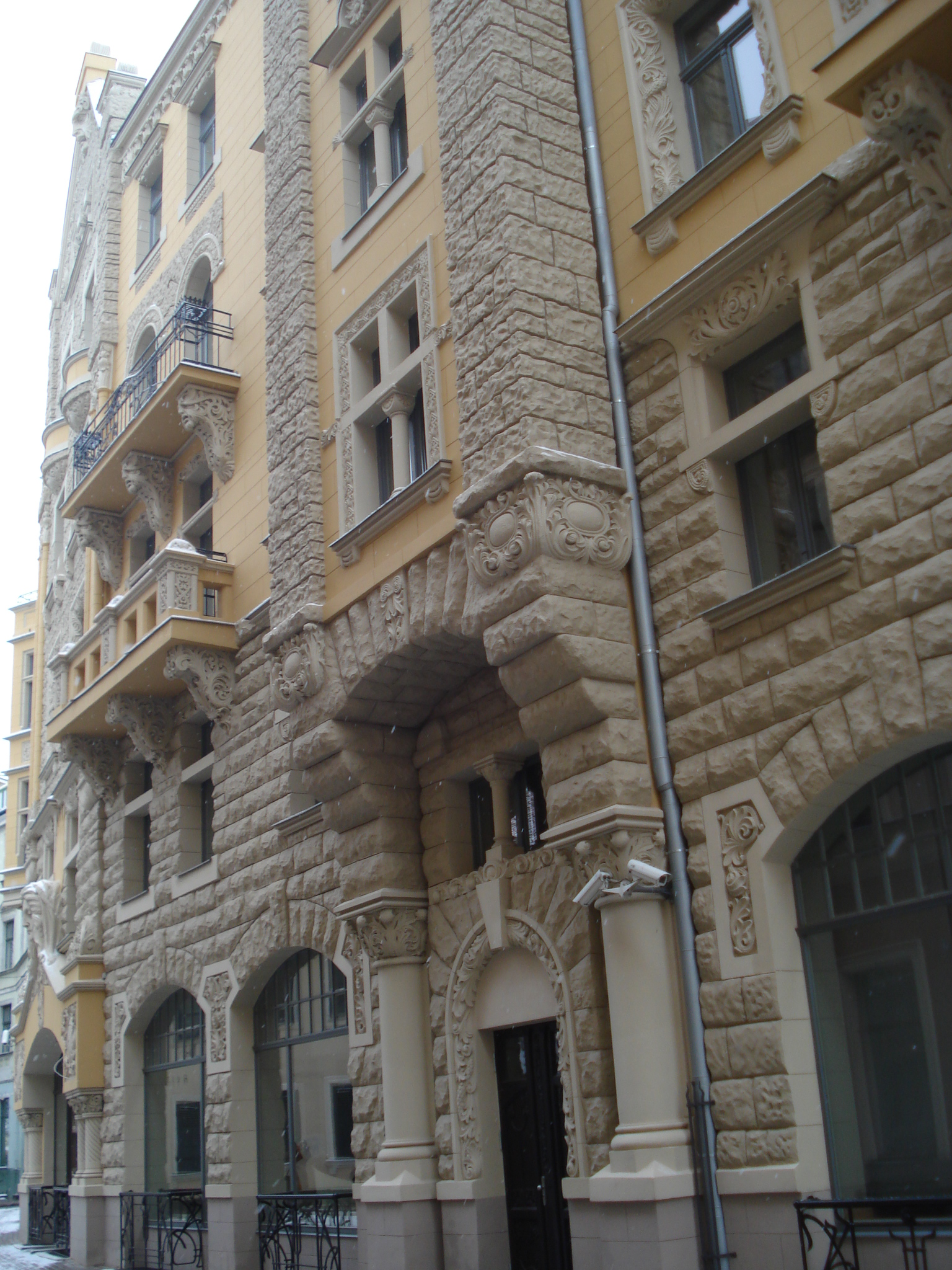
Edificio en Jauniela 25/29 (Neuburg), Antigua Riga. Construido en 1903
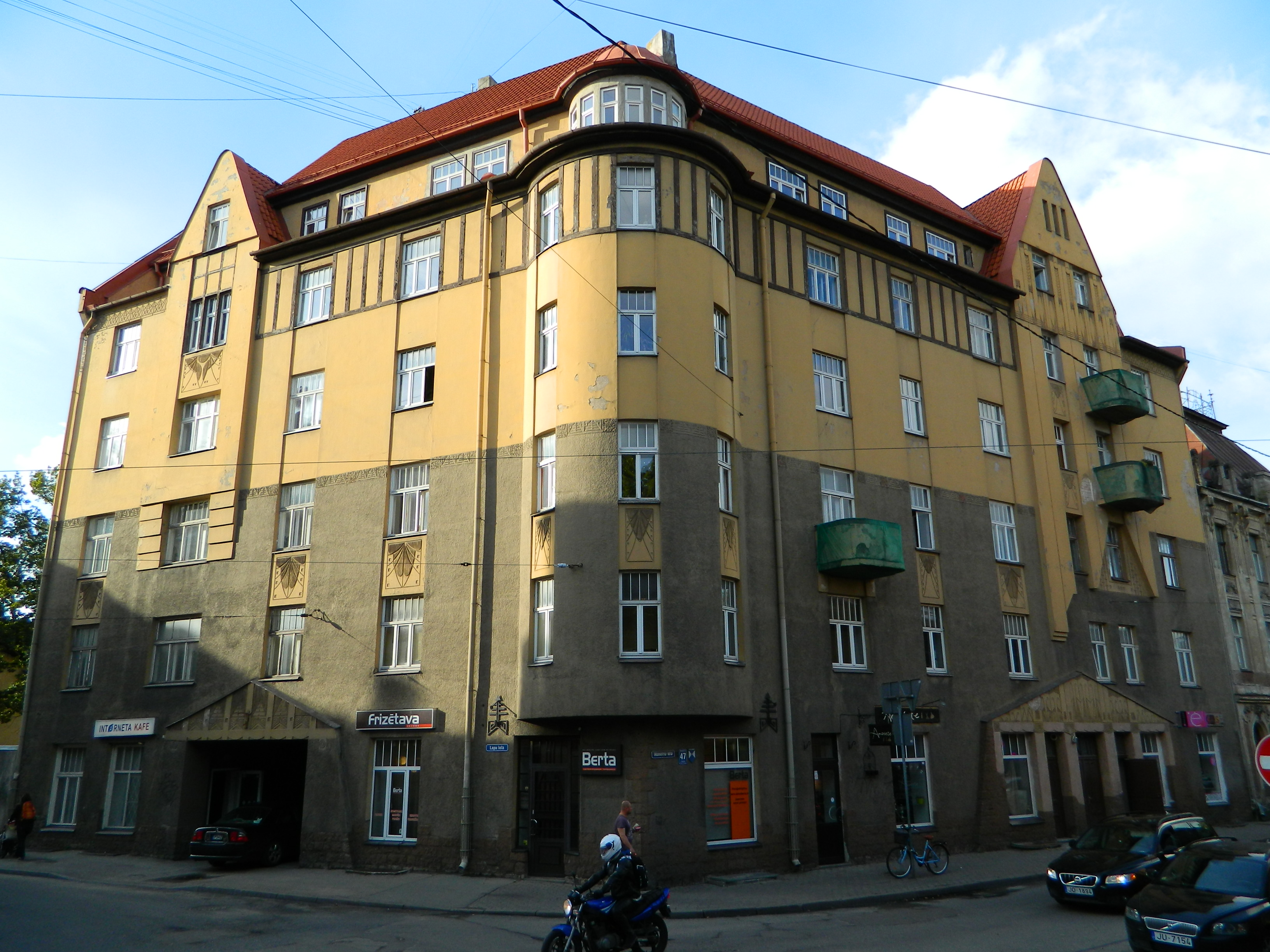
Edificio en la calle Nometņu 47 (1909)
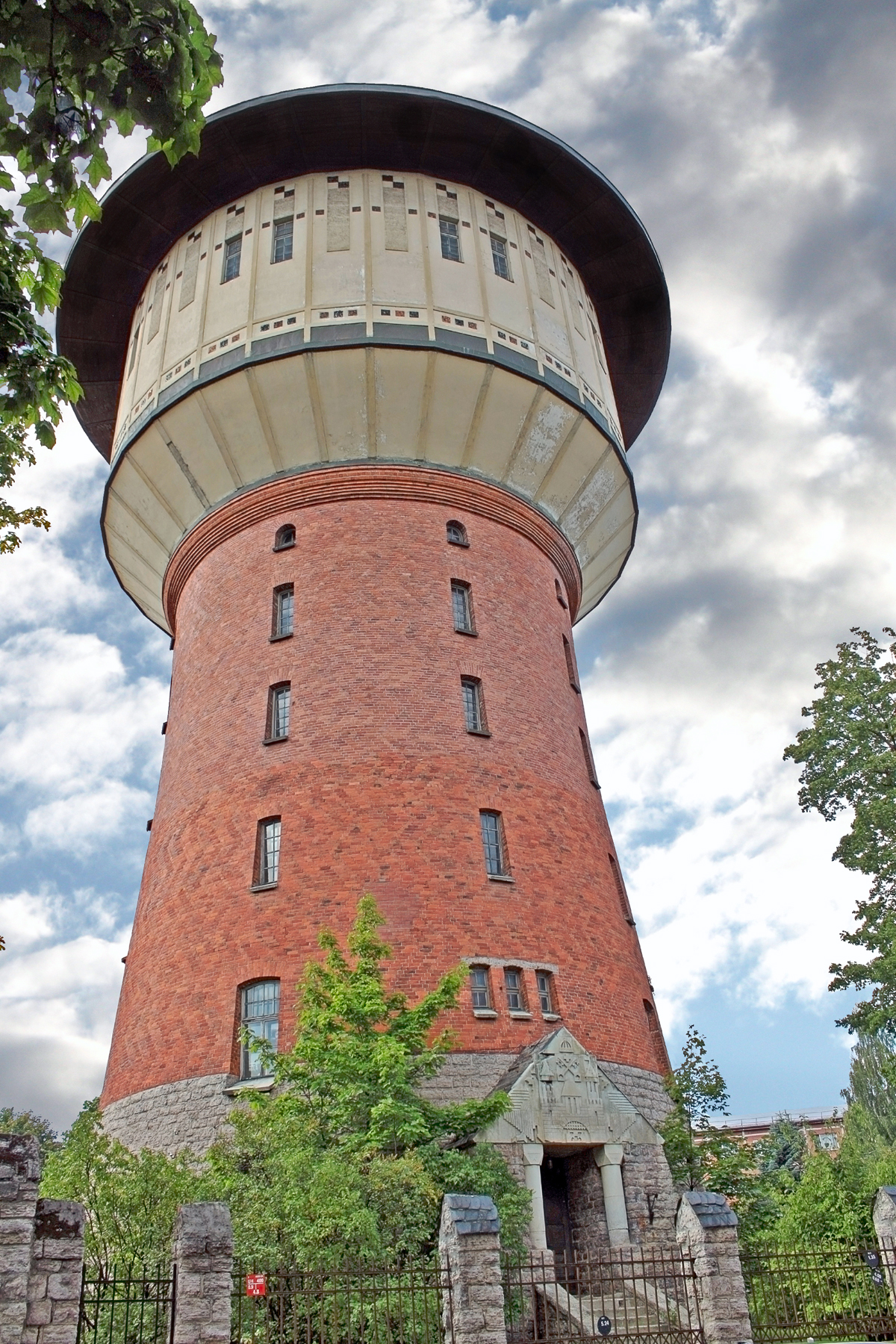
Torre de agua en la calle Alīses 4, Riga. Construida en 1910
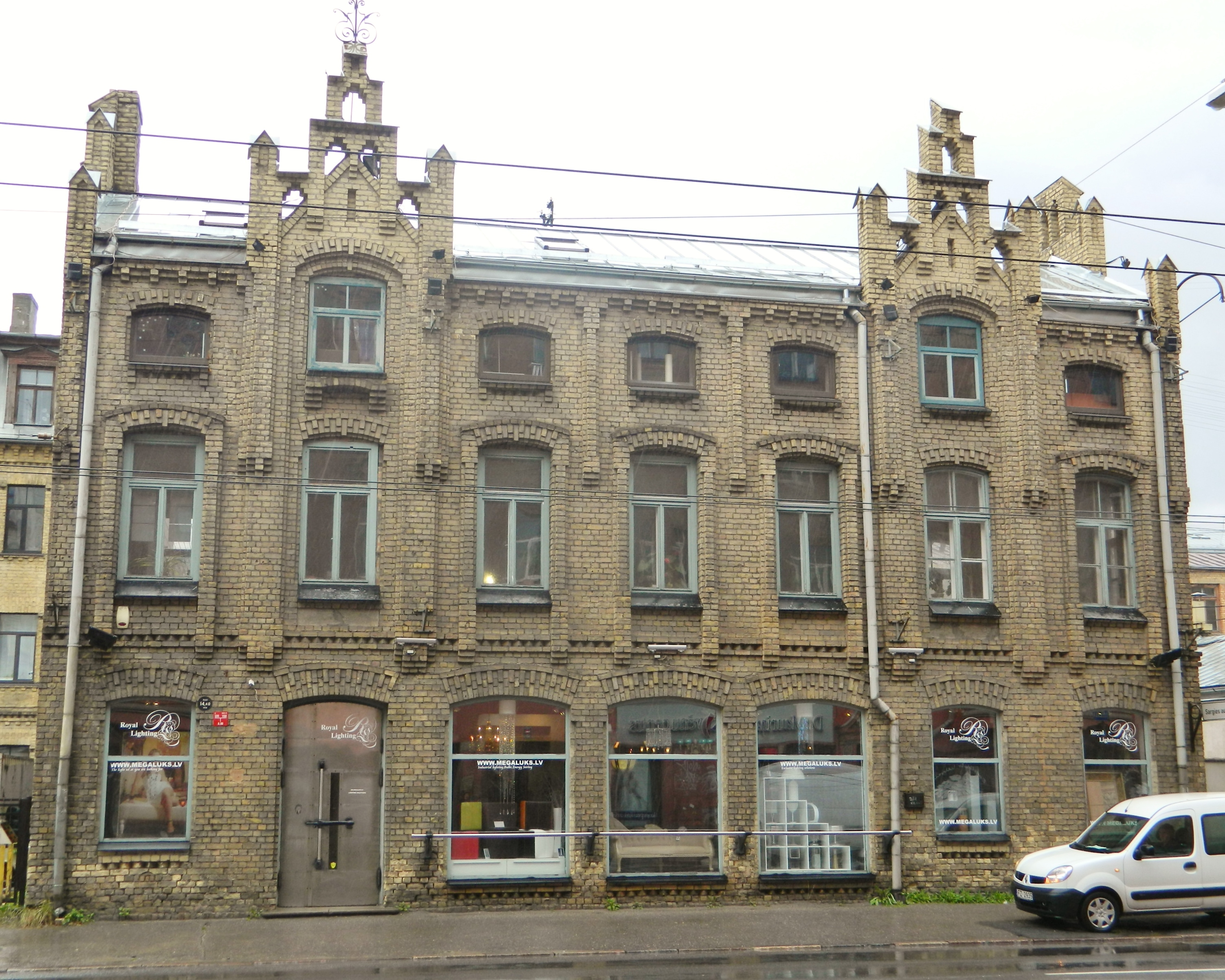
Edificio de la antigua fábrica de bicicletas Leutner en la calle Brīvības 137, Riga. Construido en 1894.